# Tom Høgli
Tom Høgli (ur. 24 lutego 1984 w Harstad) – norweski piłkarz występujący na pozycji obrońcy.

## Życiorys

### Kariera klubowa
Høgli zawodową karierę rozpoczynał w 2003 roku w klubie FK Bodø/Glimt, grającym w Tippeligaen. W tych rozgrywkach zadebiutował 21 września 2003 w wygranym 3:0 meczu z SK Brann. W tym samym roku wywalczył z zespołem wicemistrzostwo Norwegii. Wystąpił z nim także w finale Pucharze Ligi Norweskiej, gdzie Bodø/Glimt uległo 1:3 Rosenborgowi Trondheim. W 2005 roku Høgli spadł z klubem do 1. divisjon.
W 2007 roku trafił do Tromsø IL, występującego w ekstraklasie. Pierwszy ligowy mecz zaliczył tam 9 kwietnia 2007 przeciwko Vålerenga Fotball (1:0). W 2008 roku zajął z zespołem 3. miejsce w lidze.
W 2011 roku został zawodnikiem Club Brugge. W 2014 roku przeszedł do FC København. W 2017 roku wrócił do Tromsø.

### Kariera reprezentacyjna
W reprezentacji Norwegii Høgli zadebiutował 20 sierpnia 2008 w zremisowanym 1:1 towarzyskim meczu z Irlandią.

## Sukcesy

### Klubowe
FC København
- Mistrz Danii: 2015–16, 2016–17
- Zdobywca Pucharu Danii: 2014–15, 2015–16, 2016–17

### Indywidualne
- Nagroda Kniksena: 2010 (Obrońca roku)